# Condado de Stolberg-Stolberg

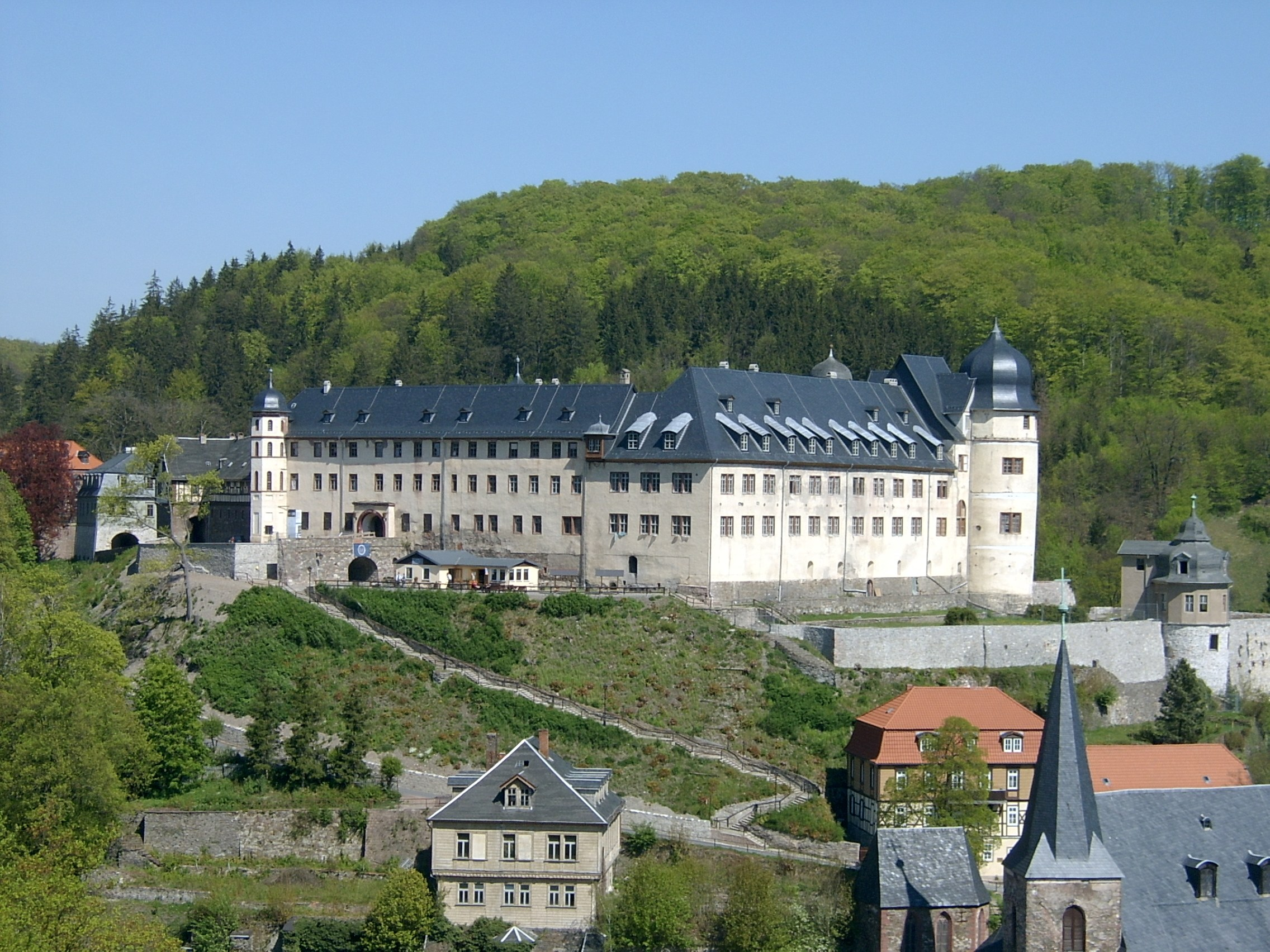
El Castillo de Stolberg.

Escudo de armas de los Condes de Stolberg-Stolberg

El condado de Stolberg-Stolberg fue un condado del Sacro Imperio Romano localizado en la región sur del macizo del Harz. Su capital era la ciudad de Stolberg, que ahora pertenece al estado de Sajonia-Anhalt, en Alemania.
En 1429 el condado de Wernigerode pasó a ser posesión de los condes de Stolberg, que gobernaron Wernigerode por medio de una unión personal. En 1548 la línea fue dividida en una «línea Harz» (Stolberg-Stolberg) y una «línea Renana» que tenía posesiones en Rochefort (Stolberg-Rochefort) y en Königstein im Taunus (Stolberg-Königstein).
Con la muerte del conde Wolf Georg zu Stolberg en 1631, Stolberg-Stolberg fue heredado por los miembros de la línea renana. El 31 de mayo de 1645, fue dividido en una línea mayor Stolberg-Wernigerode y una línea menor Stolberg-Stolberg, este último fue dividido otra vez en 1706, resultando la creación de Stolberg-Rossla.
Stolberg-Stolberg fue forzado a reconocer el señorío del Electorado de Sajonia en 1738. Fue mediatizado al reino de Sajonia en 1803 y más tarde concedido al reino de Prusia, en el Congreso de Viena de 1815.